# Gaius Iulius Ingenuus
Gaius Iulius Ingenuus war ein im 2. Jahrhundert n. Chr. lebender Angehöriger des römischen Senatorenstandes.
Durch eine Inschrift, die in Tridentum, dem heutigen Trient, gefunden wurde, ist belegt, dass Ingenuus als Tribunus laticlavius in der Legio III Italica diente, die ihr Hauptlager in Castra Regina in der Provinz Raetia hatte. Der Grabstein mit der Inschrift wurde durch seinen Patron Tiberius Claudius Victor errichtet.

## Datierung
Die Inschrift wird bei der Epigraphik-Datenbank Clauss-Slaby auf 171/230 und bei der Epigraphischen Datenbank Heidelberg auf 171/250 datiert. Farkas István Gergő datiert sie  auf 170/230.